# Serviços Municipalizados de Transportes Urbanos de Coimbra

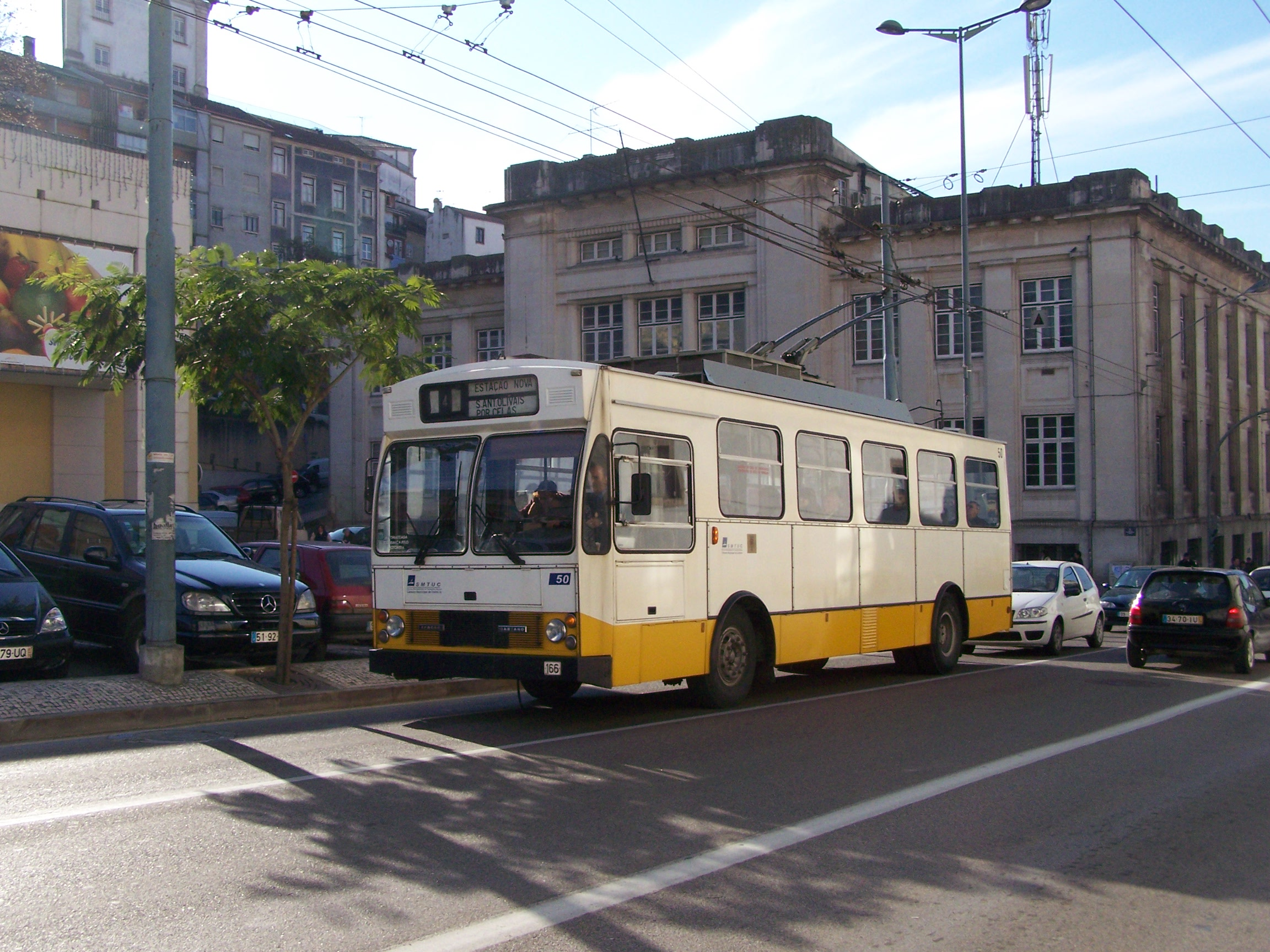
filobus Caetano Efacec dello SMTUC n. 50 sulla linea 4

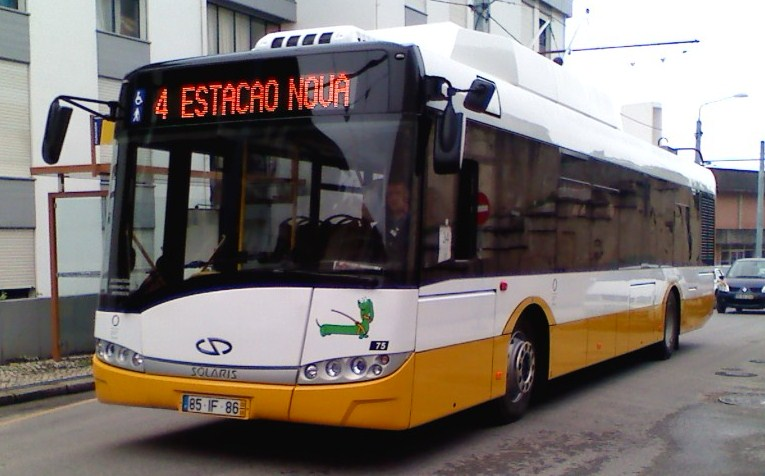
filobus Solaris Trollino dello SMTUC n. 75 sulla linea 4

L'azienda Serviços Municipalizados de Transportes Urbanos de Coimbra, spesso abbreviata in SMTUC, gestisce il trasporto pubblico nella città di Coimbra in Portogallo.

## Parco aziendale
La flotta dello "SMTUC", riconoscibile per la livrea bianco-gialla, è costituita da autobus e, caratteristica oggi unica in tutta la Penisola Iberica, da filobus, la cui rete è attiva dall'ormai lontano 1947.
Nel 2003 lo SMTUC di Coimbra ha acquisito due filobus (uno semplice, matricola 74 e l'altro articolato matricola 167), provenienti dall'azienda "STCP" di Porto che li aveva conservati a scopo museale e li ha rinumerati rispettivamente 71 e 70; recentemente anche il Solaris Trollino da 12 metri fa parte del parco filobus (matricola 75).

## Esercizio
L'azienda gestisce numerose autolinee centrali e periferiche, nonché due linee filoviarie (4 e 103).